# زاکژووک (استان اشوی‌داشکسیه)
زاکژووک (به لهستانی: Zakrzówek) یک منطقهٔ مسکونی در لهستان است که در گمینا سکالبمیژ واقع شده‌است.